# XSplit Broadcaster
XSplit Broadcaster (более известна как просто XSplit) — программа для потокового вещания видеоконтента, разработанная фирмой SplitMediaLabs Limited. Широко используется для потоковой трансляции из видеоигр и считается одной из популярнейших программ для этих целей.

## Обзор
XSplit является видеомикшером и поэтому позволяет во время трансляции переключаться между различными медиа-источниками, динамически смешивая контент с видеокамеры, выбранные участки экрана монитора, изображение из видеоигр, флеш-контент и т. д. Всё это соединяется в реальном времени и транслируются на соответствующие сайты видеостриминга.

## История
Разработка XSplit началась в 2009 году, когда SplitmediaLabs Limited объединилась с Hmelyoff Labs. На тот момент это была программа для захвата видео с экрана, но со временем основным её предназначением стало ведение прямых потоковых видеотрансляций.
В декабре 2010 года была анонсирована публичная бета-версия. Именно в то время программа обрела большую известность и популярность, во многом из-за того, что разработчики постоянно прислушивались ко мнению пользователей. Так же росту популярности спосособствовало обсуждение программы на таких известных игровых сайтах как Team Liquid и др.
В апреле 2012 года, наконец-то, была анонсирована XSplit версии 1.0. В скором времени она вышла, а открытое бета-тестирование подошло к концу. В поступившей тогда в продажу версии были определённые ограничения функционала и специфическая система лицензирования, не говоря уже о ценах. Реакция общественности была весьма неоднозначной
Незадолго до выхода версии 1.1, было объявлено о том, что достигнута договорённость о сотрудничестве SplitmediaLabs с AVerMedia. По её результатам покупатели платы видеозахвата AVerMedia Live Gamer HD C985 получали бесплатно 3-месячную лицензию на Xsplit.
В августе 2012 года официально вышла XSplit 1.1. В основном, новая версия содержала улучшения функционала и исправления ранее найденных ошибок, а для платной версии программы были введены и новые возможности.
XSplit 1.2 вышла в январе 2013 года. Это обновление содержит улучшения производительности и включает поддержку новых устройств, таких как Elgato Game Capture HD.
18 февраля 2014 года программа была обновлена до версии 1.3. В новой версии заявлено повышение производительности, исправление ранее найденных ошибок и поддержка аппаратного кодирования видео с применением кодека h.264 на основе технологии AMD Video Codec Engine.
19 ноября 2014 года вышла Xsplit 2.0
14 июня 2016 года объявлено обновление сервиса «Plugin Store», в котором собраны популярные флеш-плагины для трансляций, актуальная версия XSplit Broadcaster 2.8.
21 июня 2016 года компания анонсировала выпуск приложения в Steam.

## Особенности программы
- Поддержка нескольких камер;
- Поддержка плат видеозахвата Avermedia[13];
- Флэш-плагины;
- Поддержка полноэкранного захвата игр в режимах DirectX 9, 10, 11, 12[14];
- Хромакей;
- Поддержка 3d-эффекта для различных источников;
- Встроенная поддержка популярных сервисов потокового вещания, таких как Twitch.tv[15], Azubu.tv[16], Hitbox.tv[17], YouTube Gaming, Ustream.tv и других;
- Поддержка вещания на пользовательский RTMP-сервер или к CDN-провайдеру.